# 知念かおる
知念かおる（ちねん かおる、1957年 - ）は、エアロビックインストラクター、社団法人日本エアロビック連盟理事長。埼玉県出身。

## 来歴
- 1983年、エアロビック指導者としての活動を開始。
- 1986年、全日本エアロビック選手権大会 女性シングル部門で優勝。

以降、NHKの番組制作などに出演・監修。

## 作品
- レッツフィットエアロビック - NHK
- シェイプ・エアロビクス - NHK
- エアロビクスを楽しむ（1994年、共演：三矢八千代、野村健一郎、上原和代、三好千絵） - NHK
- レッツ・スポーツエアロビック（1996年） - NHK
- BSエアロビック - NHK
- 「あなたとエアロビック」- NHK-BS
- ドゥ!エアロビック - NHK-BS